# 593
593 (DXCIII) var ett normalår som började en torsdag i den julianska kalendern.

## Händelser

### Okänt datum
- Aethelfrith efterträder Hussa som kung av Bernicia (traditionellt datum).
- Pybba blir kung av Mercia.
- Den bysantinske överbefälhavaren Priscus besegrar slaverna, avarerna och gepiderna på romerskt territorium söder om Donau, innan han korsar Donau (i vad som nu är Valakiet) för att fortsätta en serie segrar.
- Kejsar Suiko bestiger Japans tron.
- Den Persiske härskaren Hormizd V besegras av Khosrau II.
- Anastasius ges upprättelse som ortodox patriark av Antiochia vid Orontes.

## Födda
- Kejsar Jomei av Japan
- Zaynab bint Jahsh, en fru till Muhammad

## Avlidna
- 9 juni — Sankt Columba
- Ceawlin av Wessex (traditionellt datum)
- Hussa, kung av Bernicia (traditionellt datum)
- Creoda av Mercia (traditionellt datum)
- Ino Anastasia, bysantinsk kejsarinna